# Špína (film, 2017)
Špína je česko-slovenský film režisérky Terezy Nvotové z roku 2017, jedná se o její celovečerní hraný debut. Světovou premiéru měl na festivalu v Rotterdamu. Odehrává se v současnosti v Bratislavě a vypráví o sedmnáctileté dívce, kterou znásilní její učitel matematiky. Její matku hraje matka režisérky Anna Šišková, některé role ztvárnili neherci.
Snímek získal Cenu české filmové kritiky za nejlepší film roku 2017 a Českého lva za nejlepší střih (Jiří Brožek, Michal Lánský, Jana Vlčková).

## Obsazení
| Dominika Morávková Zeleníková | Lena  |
| Anna Rakovská                 | Róza  |
| Anna Šišková                  | matka |
| Róbert Jakab                  | Robo  |
| Patrik Holubář                |       |
| Juliana Oľhová                |       |
| Monika Potokárová             |       |
| Ela Lehotská                  |       |
| Luboš Veselý                  |       |

## Recenze
- František Fuka, FFFilm
- Tomáš Stejskal, iHNed.cz